# Klinika za infektivne bolesti dr. Fran Mihaljević
Klinika za infektivne bolesti dr. Fran Mihaljević je klinika u Hrvatskoj za infektivne bolesti. Visokospecijalizirana je javna zdravstvena ustanova u kojoj se planira, organizira i provodi medicinski, nastavni i znanstveni rad. Klinika je nastavna i znanstveno-istraživačka baza Medicinskog fakulteta Sveučilišta u Zagrebu. Nalazi se na adresi Mirogojska 8. Pokraj klinike su Škola narodnog zdravlja "Andrija Štampar", Specijalna bolnica za plućne bolesti, Hrvatski zavod za javno zdravstvo i Farmaceutski botanički vrt Fran Kušan.
Na klinici je nastava Katedrâ za infektologiju Medicinskog fakulteta i Stomatološkog fakulteta, Katedre za kliničku mikrobiologiju Stomatološkog fakulteta Sveučilišta u Zagrebu. Djelatnici Klinike sudjeluju i u nastavi Zdravstvenog veleučilišta u Zagrebu i Medicinskog fakulteta Sveučilišta u Mostaru. Uz bolničku ljekarnu, jedinice za osiguranje i unaprjeđenje kvalitete zdravstvene zaštite i za znanstvena istraživanja, na Klinici su zavodi za akutne respiratorne infekcije, urogenitalne infekcije, infekcije probavnog trakta (s odjelima za gastrointestinalne infekcije i za virusni hepatitis), infekcije imunokompromitiranih bolesnika (s centrom za psihosocijalnu pomoć), intenzivnu medicinu i neuroinfektologiju, infektivne bolesti djece (s odjelima za novorođenčad i dojenčad, za malu djecu s Jedinicom za intenzivno liječenje, za predškolsku i školsku djecu), kliničku mikrobiologiju (bakteriologiju, bolničke infekcije i sterilizaciju; virusologiju, parazitologiju), radiološku i ultrazvučnu dijagnostiku, odjeli za infekcije kože i lokomotornog sustava, opću infektologiju s dnevnom bolnicom, hitan prijam bolesnika, medicinsku biokemiju, hematologiju i koagulaciju, imunološku i molekularnu dijagnostiku, medicinsku dokumentaciju.

## Vanjske poveznice
- Službene stranice  Arhivirana inačica izvorne stranice od 3. svibnja 2020. (Wayback Machine)
- VIAF
- ISNI[neaktivna poveznica]